# Casa dello Scheletro

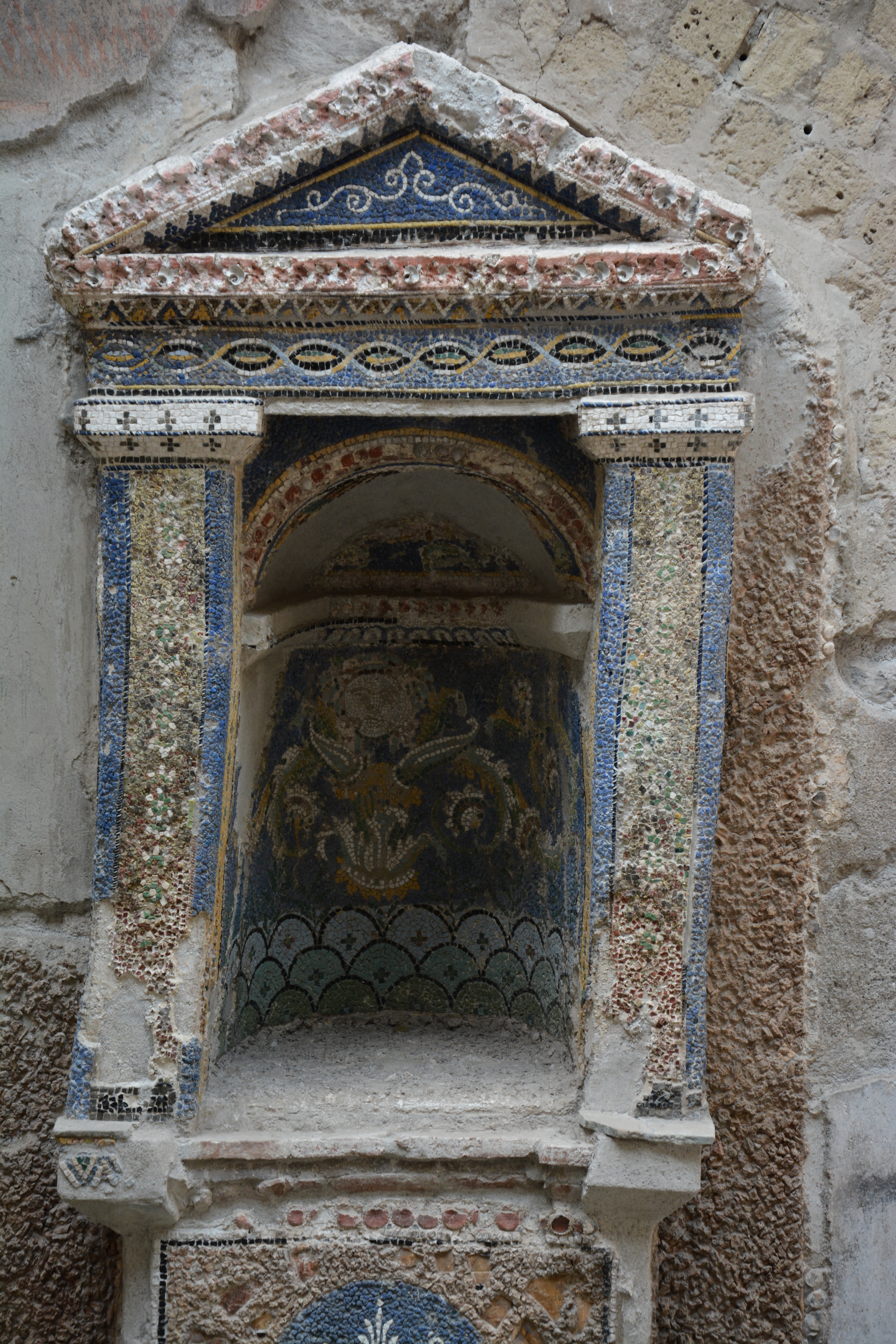
Nymphäum

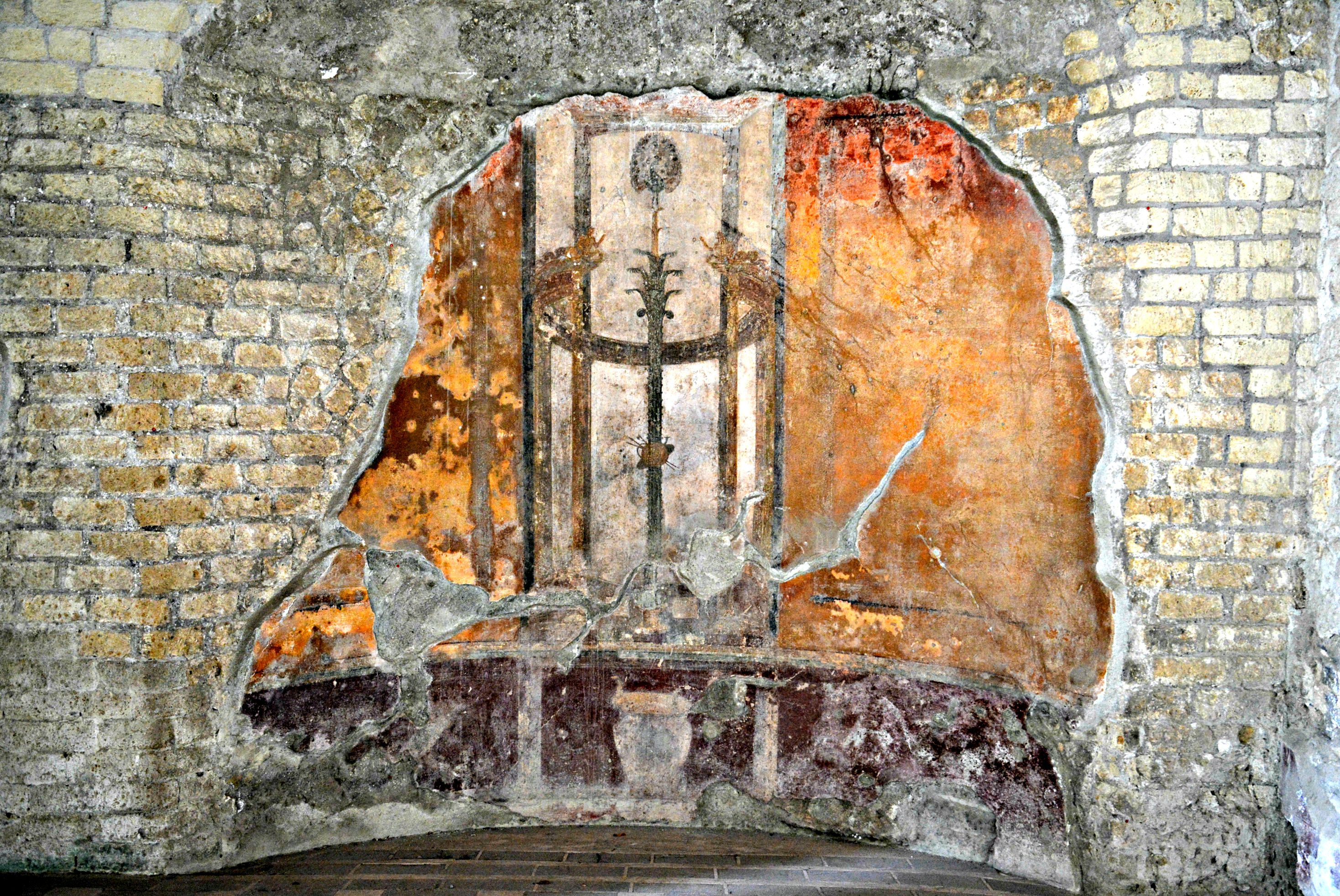
Wandmalerei im Triclinium

Die Casa dello Scheletro (Haus des Skeletts) befindet sich in Herculaneum (Insula III, 3). Das Haus war mehrmals das Ziel von Ausgrabungen. Teile wurden 1740–1741 gefunden. In den Jahren 1830 bis 1831 wurden Teile des Obergeschosses freigelegt, aber nicht ausreichend geschützt, so dass dieser Teil des Hauses heute stark zerstört ist. Dabei wurde ein Skelett gefunden, das dem Haus seinen modernen Namen gab. Systematische Grabungen fanden schließlich von 1927 bis 1928 unter der Leitung von Amedeo Maiuri statt, der das ganze Haus freilegte.
Das Wohnhaus fällt durch seinen eher ungewöhnlichen Grundriss auf, der darauf beruht, dass drei kleinere Häuser zusammengefasst wurden. Der Eingang liegt im Norden, von wo man in die Fauces und dann in das Atrium gelangt. Genau gegenüber dem Eingang liegt das Tablinum, das mit einfachen, rotgrundigen Malereien im 4. Stil ausgemalt ist. Die Malereien sind heute nicht mehr gut erhalten. Dahinter befindet sich das Triclinium mit aufwendigen Architekturmalereien, wiederum im 4. Stil. Der Raum hat an seiner Kurzseite eine Apsis. Der Boden ist mit Marmorplatten ausgelegt. Gegenüber der Apsis befindet sich ein offener Hof mit einem Nymphäum, das reich mit Mosaiken dekoriert ist. An der Ostseite des Hauses befindet sich ein weiteres Triclinium, dessen Wanddekoration heute vollkommen verschwunden ist. Dem Raum gegenüber befindet sich das Lararium (Kultschrein) des Hauses. Auch dieses ist reich mit Mosaiken dekoriert. Das Lararium befindet sich heute im Archäologischen Nationalmuseum in Neapel. Vor Ort ist eine Kopie aufgestellt. Bei den Ausgrabungen im 19. Jahrhundert fanden sich Reste von Möbeln, die jedoch nur noch aus den alten Aufzeichnungen bekannt sind.